# Ringer-Bundesliga 2015/16
Die Ringer-Bundesliga 2015/16 war die 52. Saison in der Geschichte der Ringer-Bundesliga.
Meister wurde der ASV Nendingen, der sich im Finale gegen den SV Germania Weingarten durchsetzte.

## Vorrunde

### Staffel Nord
| Pl. | Verein                  | Kä | Pkt     | Dif  | Kampfpunkte |
| --- | ----------------------- | -- | ------- | ---- | ----------- |
| 1.  | KSV Köllerbach          | 10 | 143:78  | +65  | 16:40       |
| 2.  | ASV Mainz 1888          | 10 | 141:114 | +27  | 14:60       |
| 3.  | RWG Mömbris/Königshofen | 10 | 142:95  | +47  | 12:80       |
| 4.  | 1. Luckenwalder SC      | 10 | 130:13  | +17  | 11:9        |
| 5.  | VfK Schifferstadt       | 10 | 148:131 | +17  | 7:13        |
| 6.  | KAV Mansfelder Land     | 10 | 50:223  | −173 | 00:20       |

### Staffel Süd
| Pl. | Verein                 | Kä | Pkt     | Dif  | Kampfpunkte |
| --- | ---------------------- | -- | ------- | ---- | ----------- |
| 1.  | ASV Nendingen          | 10 | 144:98  | +46  | 16:40       |
| 2.  | SV Germania Weingarten | 10 | 131:92  | +39  | 12:80       |
| 3.  | KSV Aalen 05           | 10 | 142:132 | +10  | 11:90       |
| 4.  | KSV Ispringen          | 10 | 120:110 | +10  | 10:10       |
| 5.  | TuS Adelhausen         | 10 | 98:133  | −35  | 8:12        |
| 6.  | KSV Schriesheim        | 10 | 87:157  | −170 | 03:17       |

## Zwischenrunde

### Gruppe A
| Pl. | Verein                  | Kä | Pkt   | Dif | Kampfpunkte |
| --- | ----------------------- | -- | ----- | --- | ----------- |
| 1.  | SV Germania Weingarten  | 6  | 79:58 | +21 | 10:2        |
| 2.  | KSV Ispringen           | 6  | 77:54 | +23 | 8:4         |
| 3.  | KSV Köllerbach          | 6  | 61:69 | −8  | 4:8         |
| 4.  | RWG Mömbris/Königshofen | 6  | 49:85 | −36 | 2:10        |

### Gruppe B
| Pl. | Verein             | Kä | Pkt    | Dif | Kampfpunkte |
| --- | ------------------ | -- | ------ | --- | ----------- |
| 1.  | ASV Nendingen      | 6  | 116:48 | +68 | 12:0        |
| 2.  | ASV Mainz 1888     | 6  | 69:95  | −26 | 6:6         |
| 3.  | 1. Luckenwalder SC | 6  | 76:88  | −12 | 4:8         |
| 4.  | KSV Aalen 05       | 6  | 70:100 | −30 | 2:10        |

## Endrunde

### Halbfinale
Die Halbfinalkämpfe fanden am 9. und 16. Januar 2016 statt.
|                |                        | 1. Kampf | 2. Kampf | Gesamt |
| -------------- | ---------------------- | -------- | -------- | ------ |
| KSV Ispringen  | ASV Nendingen          | 6:20     | 9:11     | 15:31  |
| ASV Mainz 1888 | SV Germania Weingarten | 9:11     | 8:17     | 17:28  |

### Finale
Die Finalkämpfe fanden am 23. Januar und am 30. Januar 2016 statt.
|               |                        | 1. Kampf | 2. Kampf | Gesamt |
| ------------- | ---------------------- | -------- | -------- | ------ |
| ASV Nendingen | SV Germania Weingarten | 11:7     | 8:12     | 19:19  |

Die Anzahl der Einzelsiege entschied zu Gunsten von Nendingen.

## ASV Nendingen in der Meistersaison 2013/2014
| Nat.            | Name             | Einsätze Play-Off | Siege Play-Off | Einsätze Hauptrunde | Siege Hauptrunde |
| U23             | U23              | U23               | U23            | U23                 | U23              |
| --------------- | ---------------- | ----------------- | -------------- | ------------------- | ---------------- |
| Deutscher       | Peter Öhler      | 3                 | 2              | 11                  | 10               |
| Deutscher       | Achmed Dudarov   | 1                 | 1              | 7                   | 3                |
| Deutscher       | Louis Stumpe     | 1(2)              | 0              | 1                   | 0                |
| Deutscher       | Tim Baur         | 0                 | 0              | 2                   | 0                |
| D               |                  |                   |                |                     |                  |
| Deutscher       | Frank Stäbler    | 4                 | 2              | 10                  | 8                |
| Deutscher       | Samet Dülger     | 6                 | 3              | 7                   | 4                |
| Deutscher       | Benjamin Raiser  | 3                 | 2              | 9                   | 1                |
| Deutscher       | Ergün Aydin      | 2                 | 0              | 3                   | 0                |
| Deutscher       | Eduard Kratz     | 2                 | 1              | 2(3)                | 2(3)             |
| Deutscher       | Baris Diksu      | 2                 | 1              | 2                   | 0                |
| Deutscher       | Marc Buschle     | 0                 | 0              | 2                   | 0                |
| Deutscher       | Dominik Hipp     | 0                 | 0              | 1                   | 0                |
| EU              |                  |                   |                |                     |                  |
| Moldauer Rumäne | Ghenadie Tulbea  | 6                 | 5              | 13                  | 11               |
| Moldauer Rumäne | Nicolai Ceban    | 6                 | 4              | 12                  | 10               |
| Moldauer Rumäne | Piotr Ianulov    | 5                 | 4              | 8                   | 8                |
| Kroate          | Nenad Žugaj      | 5                 | 4              | 6                   | 6                |
| Kroate          | Neven Žugaj      | 1                 | 1              | 8                   | 7                |
| Moldauer Rumäne | Andrei Perpeliță | 0                 | 0              | 7                   | 5                |
| Rumäne          | Florin Gavrila   | 1                 | 1              | 6                   | 4                |
| Armenier Pole   | Edgar Melkumov   | 2                 | 0              | 4                   | 4                |
| Ungar           | Balázs Kiss      | 2                 | 2              | 3                   | 3                |
| Pole Deutscher  | Dawid Ersetic    | 0                 | 0              | 4                   | 2                |
| Ukrainer Rumäne | Yan Ceaban       | 0                 | 0              | 3                   | 0                |
| Türke           | Rıza Kayaalp     | 1                 | 1              | 0                   | 0                |
| N               |                  |                   |                |                     |                  |
| Russe           | Saba Khubezthy   | 3                 | 3              | 4                   | 4                |
| Armenier        | Roman Amojan     | 3                 | 2              | 3                   | 2                |

| Name             | Funktion               |
| ---------------- | ---------------------- |
| Volker Hirt      | Cheftrainer            |
| Werner Marquardt | 1. Vorstand            |
| Markus Scheu     | Vorstand Sport         |
| Rolf Maier       | Stv. Vorstand Finanzen |
| Volker Hirt      | Stv. Vorstand Sport    |